# Polla (bebida)
La polla es una bebida alcohólica dulce que se acostumbra a tomar en los estados del centro de México, y que se caracteriza por contener huevos crudos, de ahí su nombre. La receta original consiste en vino Jerez, leche, azúcar, vainilla y canela, todo bien licuado. Sin embargo sólo en la Ciudad de México, la leche se sustituye por jugo de naranja, ya que en los puestos callejeros que venden jugos de fruta, la receta se adaptó al producto que se tenía más a mano. En cuanto al huevo, que puede ser de gallina o codorniz, a veces se usa sólo la yema.
Se suele servir como desayuno o a lo largo de la mañana. Por sus propiedades tonificantes, en la sabiduría popular se da polla a los enfermos (a modo de ponche de huevo), y se considera un remedio casero para la resaca, llamada «cruda» en México.
El Jerez es un vino dulce con denominación de origen que se produce en Andalucía, en España, y una imitación es producida en México por la casa Tres Coronas. En origen, la polla es un derivado directo del candié, una bebida típica del área de Jerez de la Frontera, que en esencia es la misma receta que la polla mexicana. En cambio, Campeche, la polla se prepara con leche evaporada, chocolate en polvo, hielo, vainilla, licor de caña, licor de betabel, brandy y Jerez.